# Aero Contractors (Nigeria)
Aero Contractors, eigentlich Aero Contractors Company of Nigeria Ltd, ist eine nigerianische Fluggesellschaft mit Sitz in Lagos und Basis auf dem Flughafen Lagos.

## Geschichte
Die Gesellschaft wurde 1959 von Schreiner Airways gegründet. Damals wurden Shuttleflüge zwischen Ölplattformen und dem Festland durchgeführt.
Im Jahre 1976 ging die Gesellschaft mehrheitlich in nigerianischen Besitz über und ist heute 100 % im Besitz der Familie Ibru.
Am 20. Juli 2022  hat Aero Contractors ihren Linienflugbetrieb vorläufig eingestellt. Der Betrieb soll zu einem nicht genannten Zeitpunkt wieder aufgenommen werden. Die Hubschrauber- und Charterflüge werden weiter durchgeführt. Am 5. Dezember 2022 nahm die Fluggesellschaft ihren Betrieb wieder auf.

## Flugziele
Aero Contractors bedient zahlreiche Ziele innerhalb Nigerias.

## Flotte

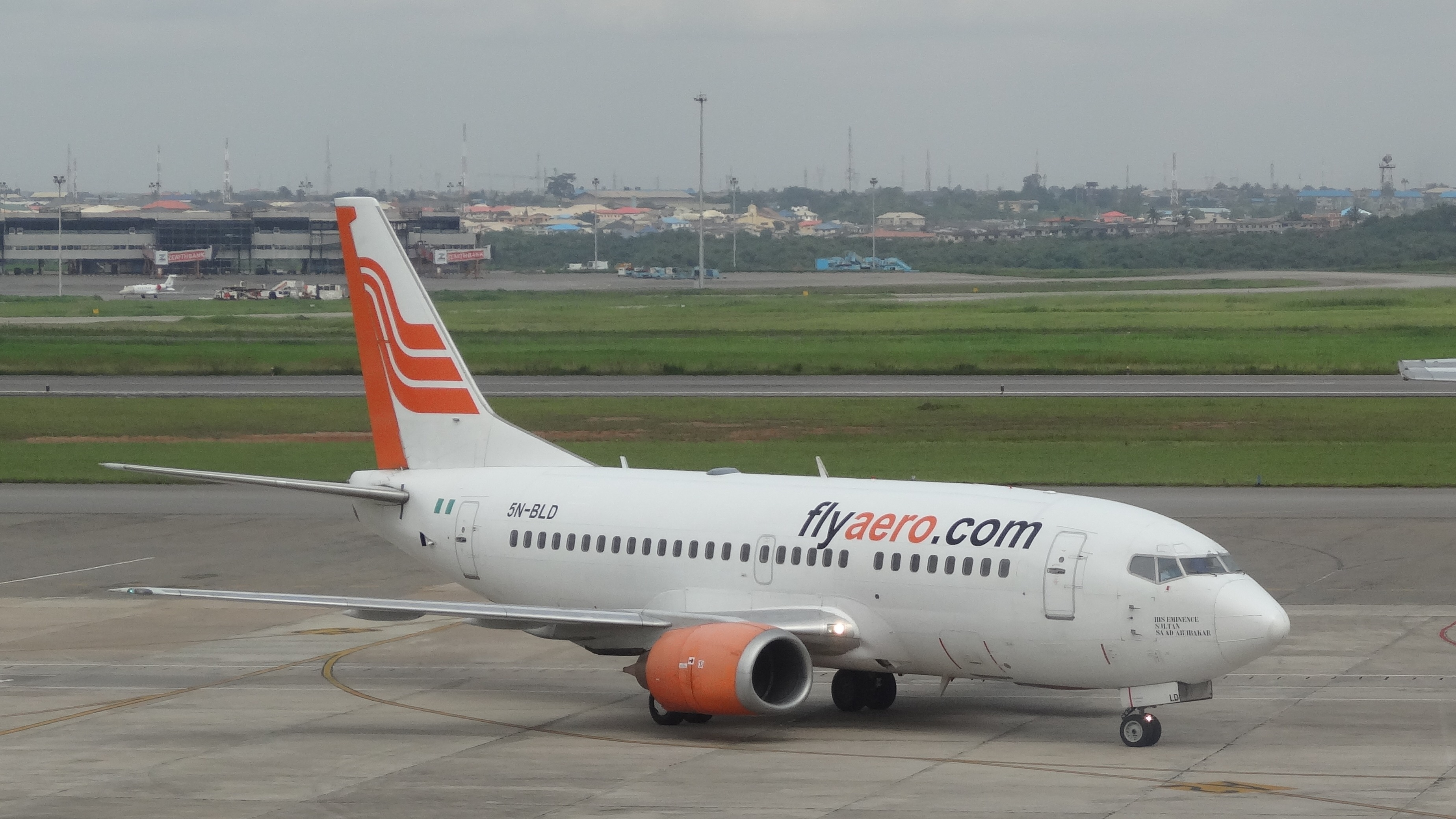
Boeing 737-500 der Aero Contractors

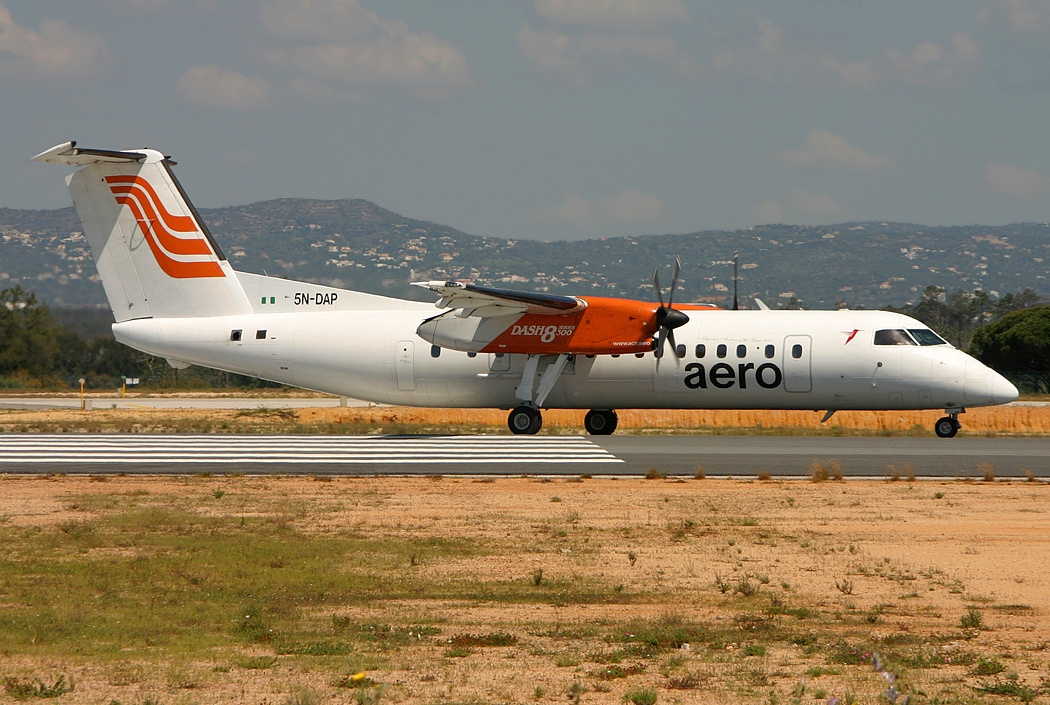
De Havilland Canada DHC-8-300 der Aero Contractors

### Aktuelle Flotte
Mit Stand Januar 2024 besteht die Flotte der Aero Contractors aus vier Flugzeugen mit einem Durchschnittsalter von 28,1 Jahren:
| Flugzeugtyp            | Anzahl | bestellt | Anmerkungen  | Sitzplätze | Durchschnittsalter |
| ---------------------- | ------ | -------- | ------------ | ---------- | ------------------ |
| Boeing 737-500         | 3      |          | alle inaktiv | 116        | 29,3 Jahre         |
| De Havilland DHC-8-300 | 1      |          |              | 50         | 24,5 Jahre         |
| Gesamt                 | 4      | –        |              |            | 28,1 Jahre         |

### Ehemalige Flugzeugtypen
- Boeing 737-400
- De Havilland DHC-8-400